# Kerrville Challenger 2001
Il Kerrville Challenger 2001 è stato un torneo di tennis facente parte della categoria ATP Challenger Series nell'ambito dell'ATP Challenger Series 2001. Il torneo si è giocato a Kerrville negli Stati Uniti dall'8 al 14 ottobre 2001 su campi in cemento.

## Vincitori

### Singolare
Alex Kim ha battuto in finale  Mardy Fish con il punteggio di 6–3, 3–6, 6–4

### Doppio
Brandon Hawk /  Robert Kendrick hanno battuto in finale  Mardy Fish /  Jeff Morrison con il punteggio di 6–3, 6(7)–7, 6–3